# Elías Borrego
Elías Josue Borrego (n. Buenos Aires, Argentina, 19 de julio de 1990) es un futbolista argentino. Juega de enganche y su equipo actual es el Deportes Limache de la Segunda División chilena.

## Estadísticas
| Club                           | Div.                | Temporada           | Liga  | Liga  | Copas nacionales | Copas nacionales | Torneos internacionales | Torneos internacionales | Total | Total |
| Club                           | Div.                | Temporada           | Part. | Goles | Part.            | Goles            | Part.                   | Goles                   | Part. | Goles |
| ------------------------------ | ------------------- | ------------------- | ----- | ----- | ---------------- | ---------------- | ----------------------- | ----------------------- | ----- | ----- |
| Colegiales Argentina           | 3.ª                 | 2009-10             | ?     | ?     | —                | —                | —                       | —                       | ?     | ?     |
| Colegiales Argentina           | 3.ª                 | 2010-11             | ?     | ?     | —                | —                | —                       | —                       | ?     | ?     |
| Colegiales Argentina           | 3.ª                 | 2011-12             | ?     | ?     | 1                | 0                | —                       | —                       | ?     | ?     |
| Colegiales Argentina           | 3.ª                 | 2012-13             | 37    | 4     | —                | —                | —                       | —                       | 37    | 4     |
| Colegiales Argentina           | Total               | Total               | 115   | 7     | 1                | 0                | 0                       | 0                       | 116   | 7     |
| San Luis · Chile               | 1.ª                 | 2013-14             | 40    | 7     | —                | —                | —                       | —                       | 40    | 7     |
| San Luis · Chile               | Total               | Total               | 40    | 7     | 0                | 0                | 0                       | 0                       | 40    | 7     |
| Douglas Haig Argentina         | 2.ª                 | 2014                | 20    | 1     | —                | —                | —                       | —                       | 20    | 1     |
| Douglas Haig Argentina         | 2.ª                 | 2015                | 21    | 5     | —                | —                | —                       | —                       | 21    | 5     |
| Douglas Haig Argentina         | Total               | Total               | 41    | 6     | 0                | 0                | 0                       | 0                       | 41    | 6     |
| Olimpo Argentina               | 1.ª                 | 2015                | 16    | 0     | —                | —                | —                       | —                       | 16    | 0     |
| Olimpo Argentina               | 1.ª                 | 2016                | 2     | 0     | —                | —                | —                       | —                       | 2     | 0     |
| Olimpo Argentina               | Total               | Total               | 18    | 0     | 0                | 0                | 0                       | 0                       | 18    | 0     |
| Ferro Argentina                | 2.ª                 | 2016-17             | 22    | 1     | —                | —                | —                       | —                       | 22    | 1     |
| Ferro Argentina                | Total               | Total               | 22    | 1     | 0                | 0                | 0                       | 0                       | 22    | 1     |
| Atlético Venezuela · Venezuela | 1.ª                 | 2017-18             | 33    | 3     | —                | —                | —                       | —                       | 33    | 3     |
| Atlético Venezuela · Venezuela | Total               | Total               | 33    | 3     | 0                | 0                | 0                       | 0                       | 33    | 3     |
| Platense Argentina             | 2.ª                 | 2018-19             | 24    | 1     | 3                | 0                | —                       | —                       | 27    | 1     |
| Platense Argentina             | 2.ª                 | 2019-20             | 12    | 1     | 0                | 0                | —                       | —                       | 12    | 1     |
| Platense Argentina             | Total               | Total               | 36    | 2     | 3                | 0                | 0                       | 0                       | 39    | 2     |
| Def. Belgrano Argentina        | 2.ª                 | 2019-20             | 2     | 0     | 0                | 0                | —                       | —                       | 2     | 0     |
| Def. Belgrano Argentina        | 2.ª                 | 2020                | 8     | 0     | 0                | 0                | —                       | —                       | 8     | 0     |
| Def. Belgrano Argentina        | 2.ª                 | 2021                | 31    | 3     | 0                | 0                | —                       | —                       | 31    | 3     |
| Def. Belgrano Argentina        | Total               | Total               | 41    | 3     | 0                | 0                | 0                       | 0                       | 41    | 3     |
| Deportes Limache · Chile       | 2.ª                 | 2022                | 21    | 1     | —                | —                | —                       | —                       | 21    | 1     |
| Deportes Limache · Chile       | Total               | Total               | 21    | 1     | 0                | 0                | 0                       | 0                       | 21    | 1     |
| Colegiales Argentina           | 3.ª                 | 2023                | 13    | 0     | 1                | 0                | —                       | —                       | 14    | 0     |
| Colegiales Argentina           | Total               | Total               | 13    | 0     | 1                | 0                | 0                       | 0                       | 14    | 0     |
| Colegiales Argentina           | Total en Colegiales | Total en Colegiales | 128   | 7     | 2                | 0                | 0                       | 0                       | 130   | 7     |
| Total en su carrera            | Total en su carrera | Total en su carrera | 380   | 30    | 5                | 0                | 0                       | 0                       | 385   | 30    |
| 1. 2.                          |                     |                     |       |       |                  |                  |                         |                         |       |       |

## Palmarés
| Título             | Club     | País  | Año  |
| ------------------ | -------- | ----- | ---- |
| Primera B de Chile | San Luis | Chile | 2013 |